# Pro-droptaal
Een pro-droptaal (van het Engelse "pronoun" (voornaamwoord) "dropping" (laten vallen, weglaten) "language" (taal)) is een taal waarin voornaamwoorden (Engels: pronouns) in bepaalde contexten kunnen worden weggelaten, omdat ze op basis van de taal in pragmatisch opzicht voldoende deduceerbaar zijn. Een op deze manier weggelaten voornaamwoord wordt ook wel nulanafoor genoemd.

## Pro-dropping van het onderwerp
Opmerkelijk is dat "pro-dropping" van met name het onderwerp - het zogeheten nulonderwerp - zich niet alleen voordoet in polysynthetische en synthetische talen - zoals het Latijn en de meeste Slavische talen -, maar ook in talen die voor de rest zeer analytisch of zelfs nagenoeg isolerend zijn, zoals het Japans, de Chinese talen en alle Romaanse talen behalve het Frans.
In het Duits is een nulonderwerp optioneel bij vormen van de werkwoorden sein en haben, omdat alleen hier bij elke persoon een aparte werkwoordsvorm hoort.
In het Nederlands en Engels is een pro-dropping van het onderwerp alleen mogelijk bij vormen van de gebiedende wijs (Sta op!, enz. Bij vormen van de indicatief gebeurt het alleen in zeer informele registers ("Hallo, ben vanmorgen weer eens te laat opgestaan...", enz.)

## Pro-dropping van het lijdend voorwerp
In andere talen, zoals het Turks en Japans, kunnen door middel van pro-dropping ook andere zinsdelen zoals het lijdend voorwerp worden weggelaten.
In de volgende twee Japanse zinnen is drie keer sprake van pro-dropping. In de Nederlandse vertaling is de anafoor die met het weggelaten Japanse voornaamwoord overeenkomt vetgedrukt:
| Japans                                                                        | Nederlands                                      |
| ----------------------------------------------------------------------------- | ----------------------------------------------- |
| このケーキはおいしい。誰が焼いたの？ (Kono kēki wa oishii. Dare ga yaita no)? | Deze cake is smakelijk. Wie heeft hem gebakken? |
| 知らない。気に入った？ (Shiranai. Ki ni itta?)                                | Ik weet het niet. Vind jij hem lekker?          |

Het eerstvolgende voorbeeld is een Turkse zin, die door de pro-dropping polysemantisch is. Het daarop volgende is dat niet:
| Turks                 | Nederlands                                                          |
| --------------------- | ------------------------------------------------------------------- |
| Gel-diğ-in-i gör-dü-m | Ik zag dat jij/zij/hij/het kwam/komt (lett. "Komen-POSSESSIEF zag") |
| Gel-me-sin-i gör-dü-m | Ik zag hem/haar/het komen (lett. "Komen-POSSESSIEF zag")            |

In dergelijke gevallen is meestal toch geen sprake van dubbelzinnigheid, doordat de juiste impliciete anafoor valt af te leiden uit de context.

## Onpersoonlijke constructies
Talen met een nulonderwerp hebben meestal ook geen onpersoonlijk voornaamwoord (bijvoorbeeld het Spaanse llueve, dat in het Nederlands "het regent" betekent).